# St. Otmar und Juliana (Attenhausen)

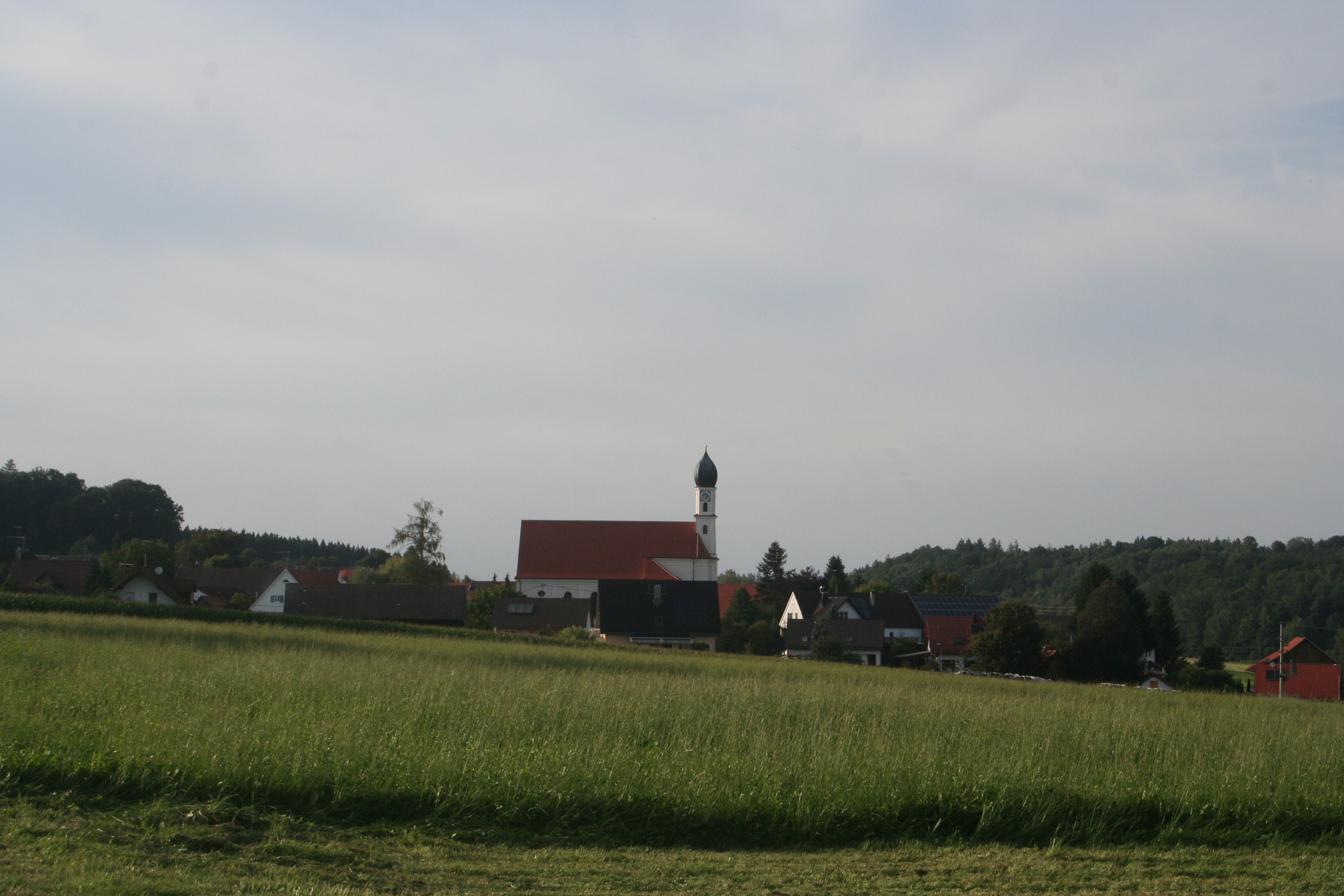
Blick auf Attenhausen und die Kirche

St. Otmar und Juliana ist die römisch-katholische Pfarrkirche des Dorfes Attenhausen, einem Stadtteil von Krumbach im bayerischen Landkreis Günzburg.

## Geschichte
Attenhausen war seit der Zeit um das Jahr 1620 ein bedeutender Wallfahrtsort. Die Wallfahrt begann, nachdem der Ursberger Abt Vitus Schönhainz eine Statue des Hl. Otmar in der Kirche aufstellen ließ.
Die heutige Kirche wurde im Jahr 1759 von Johann Martin Kraemer im Stil des Rokoko erbaut. Die Otmarsfigur steht auf dem rechten Seitenaltar. Das Deckenfresko von Franz Martin Kuen zeigt die Wallfahrt nach Attenhausen.